# Estelle Reiner
Estelle Reiner (født 5. juni 1914 i Bronx, New York, død 25. oktober 2008 i Beverly Hills, Californien) var en amerikansk skuespiller.

## Udvalgt filmografi
- Fatso (1980)
- The Man with Two Brains (1983)
- Hot to Trot (1988)
- Da Harry mødte Sally (1989)